# Wissenschaft
Das Wort Wissenschaft (mittelhochdeutsch wizzen[t]schaft beinhaltet Wissen, Vorwissen, Genehmigung; lateinisch scientia) bezeichnet die Gesamtheit des menschlichen Wissens, der Erkenntnisse und der Erfahrungen einer Zeitepoche, die systematisch erweitert, gesammelt, aufbewahrt, gelehrt und tradiert wird.
Wissenschaft ist die Methodik des überprüfbaren Erkenntnisgewinns. Sie nutzt dazu die Arbeitsmittel Beobachtung, Experiment, Analyse, Theorie, Veröffentlichung, Kritik, Überprüfung, Überarbeitung und Weiterentwicklung. Alte obsolete Wissensstände können ihrerseits Untersuchungsgegenstand im Rahmen der Wissenschaftsgeschichte werden.

## Begriffsbestimmung
Die Frage, was Wissenschaft ist und wie sie sich von anderen Bereichen menschlichen Handelns und menschlicher Errungenschaften unterscheidet, ist seit langem ein Gegenstand der Wissenschaftsphilosophie. Eine genaue und allgemein akzeptierte Definition findet sich in der Literatur nicht. Insbesondere das Abgrenzungsproblem, auch Demarkationsproblem genannt, das die Abgrenzung von Wissenschaft gegenüber Pseudowissenschaft und Nichtwissenschaft beinhaltet, gilt nicht als abschließend geklärt. Einige Aspekte der Charakterisierung von Wissenschaft sind im Folgenden genannt.
Die Wissenschaft ist ein System der Erkenntnisse über die wesentlichen Eigenschaften, kausalen Zusammenhänge und Gesetzmäßigkeiten der Natur, Technik, Gesellschaft und des Denkens, das in Form von Begriffen, Kategorien, Maßbestimmungen, Gesetzen, Theorien und Hypothesen fixiert wird.
Die Wissenschaft ist auch die Gesamtheit von Erkenntnissen und Erfahrungen, die sich auf einen Gegenstandsbereich beziehen und in einem Begründungszusammenhang stehen. Das Wissen eines begrenzten Gegenstandsbereichs kennzeichnet die Einzelwissenschaft, die sich in einen theoretischen und einen angewandten Bereich gliedert und mit fortschreitender Differenzierung eine Reihe von Teildisziplinen hervorbringen kann.
Wissenschaft bezeichnet auch den methodischen Prozess intersubjektiv nachvollziehbaren Forschens und Erkennens in einem bestimmten Bereich, der nach herkömmlichem Verständnis ein begründetes, geordnetes und gesichertes Wissen hervorbringt. Methodisch kennzeichnet die Wissenschaft entsprechend das gesicherte und in einen rationalen Begründungszusammenhang gestellte Wissen, das kommunizierbar und überprüfbar ist sowie bestimmten wissenschaftlichen Kriterien folgt. Wissenschaft bezeichnet somit ein zusammenhängendes System von Aussagen, Theorien und Verfahrensweisen, das strengen Prüfungen der Geltung unterzogen wurde und mit dem Anspruch objektiver, überpersönlicher Gültigkeit verbunden ist.
Zudem bezeichnet Wissenschaft auch die Gesamtheit der wissenschaftlichen Institutionen und der dort tätigen Wissenschaftler. Diese sind in ihrer Arbeit spezifischen Werten und Gepflogenheiten verpflichtet und sollen wissenschaftsethischen Prinzipien genügen. Zu Politik und Gesellschaft stehen sie in einem Verhältnis wechselseitiger Beeinflussung.
Eine Definition von Wissenschaft findet sich auch in Urteilen des Bundesverfassungsgerichtes. Dort heißt es „Wissenschaftliche Tätigkeit ist alles, was nach Inhalt und Form als ernsthafter planmäßiger Versuch zur Ermittlung der Wahrheit anzusehen ist.“ Diese Begriffsbestimmung berücksichtigt jedoch Gesichtspunkte wie z. B. Neuigkeitswert der Erkenntnisse, Hintergrundwissen und gesellschaftliche Bedeutung nicht (s. u.).
Das Abgrenzungsproblem ist zentraler Gegenstand von Karl Poppers Buch „Logik der Forschung“. Nach Popper ist die Falsifizierbarkeit von wissenschaftlichen Aussagen ein wesentliches Abgrenzungskriterium. Es ist als notwendig, aber nicht als hinreichend zu betrachten. Der Ansatz Poppers ist in der Wissenschaftstheorie vielfach diskutiert, kritisiert und auch weiterentwickelt worden, z. B. im Sammelband von Lakatos und Musgrave.
Der Versuch einer Abgrenzung von Wissenschaft zu Alltagswissen wurde von Hoyningen-Huene unternommen. Er betrachtet Systematizität in neun Dimensionen: Beschreibung, Erklärung, Voraussage, Verteidigung von Wissensansprüchen, kritischer Diskurs, epistemische Vernetzung, das Ideal von Vollständigkeit, die Genese von neuem Wissen und die Repräsentation von Wissen. Die Abgrenzung von Wissenschaft ist dabei nicht absolut trennscharf, sondern ist durch einen höheren Grad von Systematizität in den verschiedenen Dimensionen gegeben.
Wissenschaft ist ein multifaktorielles Konzept. Bei ihrer Charakterisierung spielen eine Reihe von Aspekten eine Rolle. Beispielsweise ist der Begriff der Wahrheit, wie er in der oben zitierten Definition des Bundesverfassungsgerichtes verwendet wird, in seiner logischen Bedeutung für die Anwendung auf wissenschaftliche Theorien problematisch, da Theorien, auch wenn sie erfolgreich sind, in der Regel nur in gewissen Anwendungsbereichen und dort nur approximativ gültig sind. Weiterhin müssen Erkenntnisse, wenn sie als wissenschaftlich gelten sollen, einen Neuigkeitswert für die Gesellschaft besitzen, sowie eine Relevanz, die über privates Einzelinteresse hinausgeht. Eine Definition, die diese und weitere Aspekte berücksichtigt, wurde von G. Münster vorgeschlagen: „Wissenschaft ist ein gemeinschaftliches Unterfangen mit dem Ziel, im Lichte anerkannten Hintergrundwissens rational akzeptierbare, empirisch oder theoretisch prüfbare Erkenntnisse zu gewinnen, deren Bedeutung über den Einzelfall hinausgeht, und diese Erkenntnisse der Gemeinschaft zu vermitteln.“

## Wortherkunft
Das deutsche Wort Wissenschaft ist ein Kompositum, das sich aus dem Wort Wissen (von indogermanisch *u̯e(i)d bzw. *weid- für erblicken, sehen) und dem althochdeutschen Substantiv scaf(t) bzw. skaf(t) (Beschaffenheit, Ordnung, Plan, Rang) zusammensetzt. Wie viele andere deutsche Komposita mit der Endung „-schaft“ auch, ist es im Zuge der substantivischen Wortbildung des Althochdeutschen im Mittelalter entstanden. Dabei wurde das früher selbstständige Substantiv scaf(t) bzw. skaf(t) zur Nachsilbe. In diesem Sinne bezeichnet es die Beschaffenheit bzw. Ordnung des Wissens.
In der Epoche der Aufklärung (zwischen 1700 und 1800) wird Wissenschaft die Bezeichnung für eine gelehrte Disziplin und verdrängt das dafür bisher übliche Wort Kunst. Die Bezeichnung Wissenschaftler für eine Person, die sich mit einer Wissenschaftsdisziplin beschäftigt, kam ebenfalls im 18. Jahrhundert auf, sie wurde jedoch anfangs abschätzig anstelle von Wissenschafter benutzt.

## Geschichte
Die Geschichte und Entwicklung der Wissenschaft wird in der akademischen Disziplin der Wissenschaftsgeschichte erforscht. Die Entwicklung des menschlichen Erkennens der Natur der Erde und des Kosmos und die geschichtliche Entstehung der Naturwissenschaften ist ein Teil davon, zum Beispiel die Geschichte der Astronomie und die Geschichte der Physik. Zudem bestehen Verbindungen zu den Anwendungswissenschaften der Mathematik, Medizin und Technik. Bereits Thales forderte, dass Wissenschaft beweisbar, nachprüfbar bzw. in ihren Ergebnissen wiederholbar und zweckfrei sei. Die philosophische Beschäftigung mit wissenschaftstheoretischen Kenntnissen und Methoden geht geschichtlich zurück bis auf Aristoteles in der Antike, heute Wissenschaftstheorie genannt.

## Wissenschaftsbetrieb

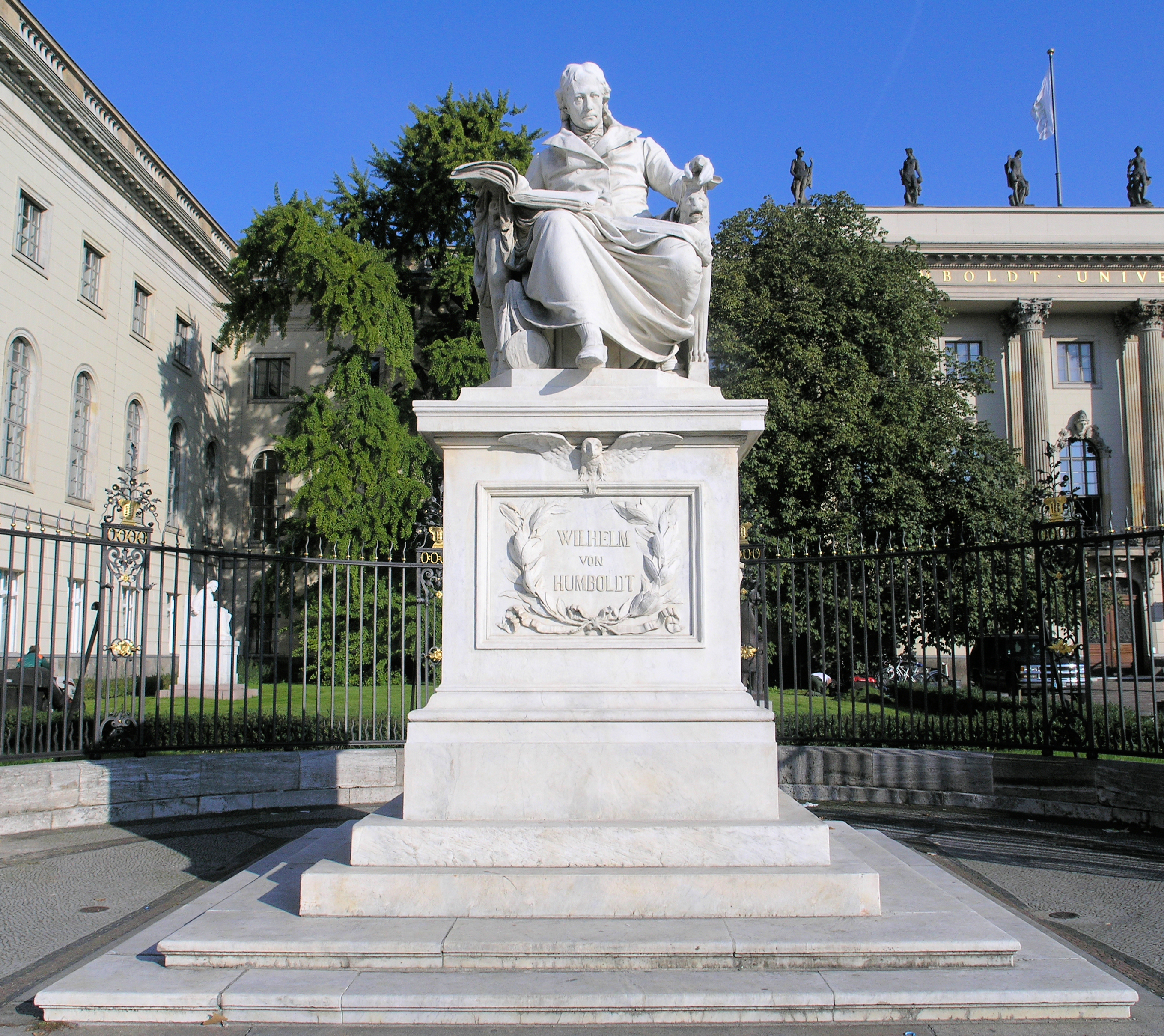
Wilhelm-von-Humboldt-Monument vor der Humboldt-Universität zu Berlin

Eine frühe dokumentierte Form eines organisierten wissenschaftsähnlichen Lehrbetriebs findet sich im antiken Griechenland mit der Platonischen Akademie, die (mit Unterbrechungen) bis in die Spätantike Bestand hatte. Wissenschaft der Neuzeit findet traditionell an Universitäten statt, inzwischen auch an anderen Hochschulen, die auf diese Idee zurückgehen. Daneben sind Wissen schaffende Personen (Wissenschaftler) auch an Akademien, Ämtern, privat finanzierten Forschungsinstituten, bei Beratungsfirmen und in der Wirtschaft tätig. In Deutschland ist eine bedeutende öffentliche „Förderorganisation“ die Deutsche Forschungsgemeinschaft, die projektbezogene Forschung an Universitäten und außeruniversitären Einrichtungen fördert. Daneben existieren „Forschungsträgerorganisationen“ wie etwa die Fraunhofer-Gesellschaft, die Helmholtz-Gemeinschaft Deutscher Forschungszentren, die Max-Planck-Gesellschaft und die Leibniz-Gemeinschaft, die – von Bund und Ländern finanziert – eigene Forschungsinstitute betreiben. In Österreich entsprechen der DFG der Fonds zur Förderung der wissenschaftlichen Forschung (FWF) sowie die Österreichische Forschungsförderungsgesellschaft (FFG), in der Schweiz und Frankreich die nationalen Forschungsfonds. Andere Fonds werden z. B. von Großindustrien oder dem Europäischen Patentamt dotiert.
Neben den wissenschaftlichen Veröffentlichungen erfolgt der Austausch mit anderen Forschern durch Fachkonferenzen, bei Kongressen der internationalen Dachverbände und scientific Unions (z. B. IUGG, COSPAR, IUPsyS, ISWA, SSRN) oder der UNO-Organisation. Auch Einladungen zu Seminaren, Institutsbesuchen, Arbeitsgruppen oder Gastprofessuren spielen eine Rolle. Von großer Bedeutung sind auch Auslandsaufenthalte und internationale Forschungsprojekte.
Für die interdisziplinäre Forschung wurden in den letzten Jahrzehnten eine Reihe von Instituten geschaffen, in denen industrielle und universitäre Forschung zusammenwirken (Wissenschaftstransfer). Zum Teil verfügen Unternehmen aber auch über eigene Forschungseinrichtungen, in denen Grundlagenforschung betrieben wird.
Die eigentliche Teilnahme am Wissenschaftsbetrieb ist grundsätzlich nicht an Voraussetzungen oder Bedingungen geknüpft: Die wissenschaftliche Betätigung außerhalb des akademischen oder industriellen Wissenschaftsbetriebs steht jedermann offen und ist auch gesetzlich von der Forschungsfreiheit abgedeckt. Universitäten bieten außerdem die voraussetzungslose Teilnahme am Lehrbetrieb als Gasthörer an. Wesentliche wissenschaftliche Leistungen außerhalb eines beruflichen Rahmens sind jedoch die absolute Ausnahme geblieben. Die staatlich bezahlte berufliche Tätigkeit als Wissenschaftler ist meist an die Voraussetzung des Abschlusses eines Studiums gebunden, für das wiederum die Hochschulreife notwendig ist. Leitende öffentlich finanzierte Positionen in der Forschung und die Beantragung von öffentlichen Forschungsgeldern erfordern die Promotion, die Professur, meist die Habilitation. In den USA findet sich statt der Habilitation das Tenure-Track-System, das 2002 in Form der Juniorprofessur auch in Deutschland eingeführt werden sollte, wobei allerdings kritisiert wird, dass ein regelrechter Tenure Track, bei dem den Nachwuchswissenschaftlern für den Fall entsprechender Leistungen eine Dauerstelle garantiert wird, in Deutschland nach wie vor eine Ausnahme darstellt.
Dementsprechend stellt die Wissenschaft durchaus einen gewissen Konjunkturen unterliegenden Arbeitsmarkt dar, bei dem insbesondere der Nachwuchs angesichts der geringen Zahl an Dauerstellen ein hohes Risiko eingeht.
Für die Wissenschaftspolitik an Bedeutung gewonnen hat die Wissenschaftsforschung, die wissenschaftliche Praxis mit empirischen Methoden zu untersuchen und zu beschreiben versucht. Dabei kommen unter anderem Methoden der Scientometrie zum Einsatz. Die Ergebnisse der Wissenschaftsforschung haben im Rahmen der Evaluation Einfluss auf Entscheidungen.
Gesellschaftliche Fragen innerhalb des Wissenschaftsbetriebs sowie die gesellschaftlichen Zusammenhänge und Beziehungen zwischen Wissenschaft, Politik und übriger Gesellschaft untersucht die Wissenssoziologie.

## Tugenden eines guten Wissenschaftlers
Die Tätigkeit eines Wissenschaftlers erfordert nicht nur methodisches Wissen und technische Fähigkeiten, sondern auch bestimmte persönliche und ethische Eigenschaften, um verantwortungsvoll und erfolgreich zu arbeiten. Barbara Drossel, Physik-Professorin an der TU Darmstadt, hat in ihren Arbeiten verschiedene Tugenden hervorgehoben, die für gute wissenschaftliche Praxis essentiell sind:
- Staunen und Begeisterung: Wissenschaft lebt von Kreativität und Neugier. Ein guter Wissenschaftler sollte sich für sein Forschungsthema begeistern können und Besonderheiten sowie Unregelmäßigkeiten nicht ignorieren, sondern als Ansatz für neue Fragestellungen nutzen.

- Persönliche Bescheidenheit: Objektivität ist eine Grundvoraussetzung für wissenschaftliches Arbeiten. Bescheidenheit hilft dabei, Fehler und Lücken in der eigenen Forschung zu erkennen und die Erkenntnisse anderer anzuerkennen, ohne von Neid oder Stolz beeinflusst zu sein.

- Ausdauer und Verzicht: Wissenschaftliche Erkenntnisse entstehen oft erst durch jahrelange, harte Arbeit. Diese erfordert Geduld und die Bereitschaft, kurzfristige persönliche Vorteile zugunsten langfristiger Forschungserfolge zurückzustellen.

- Dienende Haltung: Wissenschaft dient nicht nur der eigenen Karriere, sondern auch der Gemeinschaft. Dies schließt die Förderung junger Wissenschaftler sowie die aktive Beteiligung an Qualitätsprüfungen wie Peer-Reviews ein.

- Korrekturbereitschaft: Der wissenschaftliche Prozess beinhaltet, bestehende Hypothesen, Methoden und Lösungsansätze immer wieder zu hinterfragen und gegebenenfalls anzupassen. Fehler und fehlerhafte Überlegungen sollten erkannt und korrigiert werden.

- Gemeinschaftsfähigkeit: Wissenschaft ist ein kollaborativer Prozess. Austausch und Diskussionen mit anderen Forschenden tragen dazu bei, Ideen zu entwickeln, Ergebnisse zu verbessern und Fehler zu identifizieren. Peer-Reviews und Teamarbeit sind essenzieller Bestandteil dieses Prozesses.

- Verantwortungsbewusstsein: Wissenschaftler haben durch ihre Erkenntnisse und deren Einfluss auf Gesellschaft, Wirtschaft und Umwelt eine besondere Verantwortung. Diese umfasst ethisches Handeln, Integrität und die Reflexion der eigenen Forschung im gesellschaftlichen Kontext.

Diese Tugenden unterstreichen, dass Wissenschaft nicht nur technisches Wissen, sondern auch charakterliche und ethische Qualitäten erfordert, um langfristig glaubwürdig und erfolgreich zu sein.

## Wissenschaftstheorie
Die Wissenschaftstheorie ist sowohl ein Teilgebiet der Philosophie als auch eine Hilfswissenschaft der einzelnen Fachgebiete, zum Beispiel als Philosophie der Naturwissenschaft. Sie beschäftigt sich mit dem Selbstverständnis von Wissenschaft in Form der Analyse ihrer Voraussetzungen, Methoden und Ziele. Dabei wird besonders ihr Wahrheitsanspruch kritisch hinterfragt. Für die Forschung, die nach neuen Erkenntnissen sucht, ist insbesondere die Frage nach den Methoden und Voraussetzungen der Erkenntnisgewinnung von Bedeutung. Diese Frage wird in der Erkenntnistheorie behandelt.

## Forschung
Die Forschung beginnt mit einer Fragestellung, die sich aus früherer Forschung, einer Entdeckung oder aus dem Alltag ergeben kann. Der erste Schritt besteht darin, die Forschungsfrage zu beschreiben, um ein zielgerichtetes Vorgehen zu ermöglichen. Forschung schreitet in kleinen Schritten voran: Das Forschungsproblem wird in mehrere, in sich geschlossene Teilprobleme zerlegt, die nacheinander oder von mehreren Forschern parallel bearbeitet werden können. Bei dem Versuch, sein Teilproblem zu lösen, steht dem Wissenschaftler prinzipiell die Wahl der Methode frei. Wesentlich ist nur, dass die Anwendung seiner Methode zu einer Theorie führt, die objektive, d. h. intersubjektive nachprüfbare und nachvollziehbare Aussagen über einen allgemeinen Sachverhalt macht und dass entsprechende Kontrollversuche durchgeführt wurden.
Wenn ein Teilproblem zur Zufriedenheit gelöst ist, beginnt die Phase der Veröffentlichung. Traditionell verfasst der Forscher dazu selbst ein Manuskript über die Ergebnisse seiner Arbeit. Dieses besteht aus einer systematischen Darstellung der verwendeten Quellen, der angewendeten Methoden, der durchgeführten Experimente und Kontrollexperimente mit vollständiger Offenlegung des Versuchsaufbaus, der beobachteten Phänomene (Messung, Interview), gegebenenfalls der statistischen Auswertung, Beschreibung der aufgestellten Theorie und die durchgeführte Überprüfung dieser Theorie. Insgesamt soll die Forschungsarbeit also möglichst lückenlos dokumentiert werden, damit andere Forscher und Wissenschaftler die Arbeit nachvollziehen können.
Sobald das Manuskript fertig aufgesetzt wurde, reicht es der Forscher an einen Buchverlag, eine wissenschaftliche Fachzeitschrift oder Konferenz zur Veröffentlichung ein. Dort entscheidet zuerst der Herausgeber, ob die Arbeit überhaupt interessant genug und thematisch passend z. B. für die Zeitschrift ist. Wenn dieses Kriterium erfüllt ist, reicht er die Arbeit für die Begutachtung (Wissenschaftliches Peer-Review) an mehrere Gutachter weiter. Dies kann anonym (ohne Angabe des Autors) geschehen. Die Gutachter überprüfen, ob die Darstellung nachvollziehbar und ohne Auslassungen ist und ob Auswertungen und Schlussfolgerungen korrekt sind. Ein Mitglied des Redaktionskomitees der Zeitschrift fungiert dabei als Mittelsmann zwischen dem Forscher und den Gutachtern. Der Forscher hat dadurch die Möglichkeit, grobe Fehler zu verbessern, bevor die Arbeit einem größeren Kreis zugänglich gemacht wird. Wenn der Vorgang abgeschlossen ist, wird das Manuskript veröffentlicht. Die nunmehr jedermann zugänglichen Ergebnisse der Arbeit können nun weiter überprüft werden und werfen neue Forschungsfragen auf.
Der Prozess der Forschung ist begleitet vom ständigen regen Austausch unter den Wissenschaftlern des bearbeiteten Forschungsfelds. Auf Fachkonferenzen hat der Forscher die Möglichkeit, seine Lösungen zu den Forschungsproblemen, die er bearbeitet hat (oder Einblicke in seine momentanen Lösungsversuche), einem Kreis von Kollegen zugänglich zu machen und mit ihnen Meinungen, Ideen und Ratschläge auszutauschen. Zudem hat das Internet, das zu wesentlichen Teilen aus Forschungsnetzen besteht, den Austausch unter Wissenschaftlern erheblich geprägt. Während E-Mail den persönlichen Nachrichtenaustausch bereits sehr früh nahezu in Echtzeit ermöglichte, erfreuten sich auch E-Mail-Diskussionslisten zu Fachthemen großer Beliebtheit (ursprünglich ab 1986 auf LISTSERV-Basis im BITNET).

## Lehre
Lehre ist die Tätigkeit, bei der ein Wissenschaftler die Methoden der Forschung an Studenten weitergibt und ihnen einen Überblick über den aktuellen Forschungsstand auf seinem Fachgebiet, etwa als Lehrgebäude, vermittelt. Dazu gehören
- das Verfassen von Lehrbüchern, in denen er seine Kenntnisse und Erkenntnisse schriftlich niederlegt und
- die Vermittlung des Stoffs in unmittelbarem Kontakt mit den Studenten durch Vorlesungen, Übungen, Tutorien, Seminare und Praktika usw. Diese Veranstaltungen organisieren die jeweiligen Lehrbeauftragten selbständig und führen ggf. auch selbständig Prüfungen durch („Freiheit der Lehre“ im Sinne des Art. 5 Abs. 3 Satz 1 Var. 4 GG).

Zu den Voraussetzungen zur Teilnahme an der Lehre als Student und den Formen sowie Abläufen siehe Studium.

## Werte der Wissenschaft
Die Werte der Wissenschaft sind darauf ausgerichtet, eine möglichst präzise und wertefreie Beschreibung des Analysierten zu liefern.
- Eindeutigkeit: Da die Beschreibung in Schrift erfolgt, geht man möglichen Irrtümern bereits hier aus dem Weg, indem man in der Einleitung die verwendeten Begriffe (das Definiendum) möglichst exakt definiert (das Definiens). Die Definition selbst wird so einfach und kurz wie möglich gehalten, sodass sie von jedermann verstanden werden kann.
- Transparenz: Die Arbeit enthält eine Beschreibung, wie die Zusammenhänge und Fakten erarbeitet wurden. Diese Beschreibung sollte so vollständig sein wie nur möglich. Darin eingeschlossen sind Verweise auf andere wissenschaftliche Arbeiten, die als Grundlage benutzt wurden. Ein Verweis auf nicht-wissenschaftliche Arbeiten wird vermieden, da dadurch das ganze Gebäude der Arbeiten ins Wanken geriete.
- Objektivität: Eine Abhandlung beinhaltet nur Fakten und objektive Schlussfolgerungen. Beide sind unabhängig von der Person, die die Abhandlung geschrieben hat. Sie folgt dem Prinzip des Realismus. Bei Schlussfolgerungen wird vermieden, in die Denkfalle der Scheinkorrelation zu treten.
- Überprüfbarkeit: Die in der Arbeit beschriebenen Fakten und Zusammenhänge können von jedermann zu jeder Zeit überprüft werden (Validierung und Verifizierung). Als Grundlage dient der oben genannte Grundsatz der Transparenz. Schlägt die Überprüfung (wissenschaftlich nachweisbar) fehl, muss die Arbeit ohne Wenn und Aber korrigiert oder zurückgezogen werden (Falsifizierung). Dies sichert den Wahrheitsgehalt der Summe aller wissenschaftlichen Arbeiten.
- Verlässlichkeit: Die in der Arbeit beschriebenen Fakten und Zusammenhänge bleiben über den in der Arbeit angegebenen oder zumindest über einen genügend langen Zeitraum stabil.
- Offenheit und Redlichkeit: Die Arbeit beleuchtet alle Aspekte eines Themas neutral und ehrlich, nicht nur vereinzelte vom Autor herausgegriffene Aspekte. Dadurch bekommt der Leser einen breiten und vollständigen Überblick. Auch an Selbstkritik sollte es nicht fehlen. Ein eventueller Auftraggeber sollte genannt werden.
- Neuigkeit: Die Arbeit führt zu einem Fortschritt in der Erkenntnis

Ein klassisches Ideal – das auf Aristoteles zurückgeht – ist die völlige Neutralität der Forschung. Sie sollte autonom, rein, voraussetzungs- und wertungsfrei sein („tabula rasa“). Dies ist in der Praxis nicht völlig möglich und mitunter kritisierbar. Bereits die Auswahl des Forschungsgegenstandes kann subjektiven Einschätzungen unterliegen, die die Neutralität der Ergebnisse in Frage stellt. Ein Beispiel dafür ist die Tatsache, dass männliche Primatenforscher in den 1950er und 1960er Jahren vor allem Paviane untersuchten, die für ihre dominanten Männchen bekannt sind. Weibliche Primatologen in den 1970er Jahren untersuchten hingegen vorzugsweise Arten mit dominanten Weibchen (z. B. Languren). Dass die Absichten der Forscher dabei auf Zusammenhänge zu den Geschlechterrollen der Menschen abzielten, ist offensichtlich.
Karl Popper betrachtete den Wert der Wertefreiheit als Paradoxon und nahm die Position ein, dass Forschung positiv von Interessen, Zwecken und somit einem Sinn geleitet sein sollte (Suche nach Wahrheit, Lösung von Problemen, Verminderung von Übeln und Leid). Wissenschaft soll demnach immer eine kritische Haltung gegenüber eigenen wie fremden Ergebnissen einnehmen; falsche Annahmen sind immer einer Kritik zugänglich. Ebenfalls bezweifelt wurde von ihm, dass Wissenschaft begründet und gesichert sei, was von Kritikern wie David Stove bereits als eine Spielart des Irrationalismus betrachtet wird. Kritische Theorien wie der Sozialkonstruktivismus und der Poststrukturalismus und verschiedene Spielarten des Relativismus bestreiten ganz, dass Wissenschaft unabhängig von den Prägungen und Beschränkungen menschlicher Kultur so etwas wie wertfreies und objektives Wissen erlangen könne.
Richard Feynman kritisierte vor allem die nach seiner Ansicht sinnlos gewordene Forschungspraxis der von ihm so bezeichneten Cargo-Kult-Wissenschaft, bei der Forschungsergebnisse unkritisch übernommen und vorausgesetzt werden, so dass zwar oberflächlich betrachtet eine methodisch korrekte Forschung stattfindet, jedoch die wissenschaftliche Integrität verloren gegangen ist.
Mit Massenvernichtungswaffen, Gentechnik und Stammzellenforschung sind im Laufe des 20. Jahrhunderts vermehrt Fragen über ethische Grenzen der Wissenschaft (siehe Wissenschaftsethik) entstanden.

## Politischer Einfluss
Wissenschaft steht zu Politik in einem Verhältnis wechselseitiger Ergänzung und Abhängigkeit. Die politischen Verhältnisse setzen die jeweiligen Rahmenbedingungen für wissenschaftliche Forschung und gesellschaftliche Nutzanwendung von Forschungserkenntnissen. Im 21. Jahrhundert gelangt dieses Verhältnis im Zusammenhang mit neuartigen Herausforderungen wie der digitalen Revolution und der globalen Erwärmung vermehrt in den Blickpunkt des öffentlichen Interesses und der medialen Kommunikation.
Der Historiker Jürgen Kocka beobachtet eine Zunahme des öffentlichen Einflusses der Wissenschaft auf die Politik aufgrund eines vermehrten Engagements von Wissenschaftlern beispielsweise im Kampf gegen die Erderwärmung oder im Umgang mit der Digitalisierung. Er versteht dies als „Teil einer tiefgreifenden Demokratisierung“ in den letzten Jahrzehnten und des Aufstiegs der Zivilgesellschaft, zu der die Wissenschaft teilweise gehöre, warnt aber davor, wissenschaftliche Prinzipien dabei zu vernachlässigen. So gelte es auch in den gegenwärtigen politischen Auseinandersetzungen, „die eigene Selektivität“ gezielt offenzulegen und konkurrierende Ansätze anzuerkennen. In Zeiten, in denen die Kompromissbildung schwieriger werde und die Verständigungsfähigkeit abnehme, müssten Wissenschaftler helfen, „Distanz vom heiß laufenden politischen Betrieb zu schaffen, zu differenzieren, Grautönen zwischen Schwarz und Weiß zu ihrem Recht zu verhelfen, mit Augenmaß und Sinn für Proportion abzuwägen, und zwar öffentlich.“
Die Soziologin Jutta Allmendinger reflektiert die politische Rolle von Wissenschaft vor dem Hintergrund, dass man Geistes- und Sozialwissenschaften über lange Zeit zu viel gesellschaftspolitische Distanz vorgeworfen habe, und merkt an: „Die Sozialwissenschaften können gar nicht unpolitisch sein – und das gilt für viele andere Disziplinen auch. Alle wichtigen Forschungsfragen unserer Zeit sind hoch politisch, denn sie betreffen zentrale Lebensbereiche der Menschen, die politisch gestaltet werden.“ Forschende, die im Besitz wichtiger Ergebnisse seien, dürften diese nicht in die Schublade stecken, sondern müssten mit ihnen die Lösung gesellschaftlicher Probleme mitgestalten. Hinsichtlich des Klimawandels, zu dem bei den Experten ein 99-prozentiger Konsens bestehe, dass er menschengemacht ist, beklagt Allmendinger politisches Versagen bei der Umsetzung von CO2-Emissionsvermeidung und folgert: „Es ist weder verwerflich, noch schadet es der wissenschaftlichen Integrität, wenn sich Wissenschaftlerinnen und Wissenschaftler hier zusammentun und gemeinsam mit der jungen Generation den Druck auf die Politik erhöhen.“
Der Physiker Christian Thomsen weist auf einen Prozess der Annäherung und des Zusammenwirkens von Wissenschaft und Gesellschaft in der Citizen Science (Bürgerwissenschaft) hin. „Das Wissenschaftssystem hat sich nicht nur geöffnet und erklärt sich, sondern erhebt auch die Stimme auf Demonstrationen, lädt Vertreter aus der Zivilgesellschaft ein, um gemeinsam Forschungsfragen zu erarbeiten, oder diskutiert öffentlich und kontrovers mit Politikern.“ Thomsen sieht das Problem eines Glaubwürdigkeitsverlusts bei Wissenschaftlern, die sich grober Vereinfachung von wissenschaftlichen Sachverhalten inhaltlich anschließen. Daraus lasse sich „eine feine akademische Zurückhaltung bei politisch zu entscheidenden Sachverhalten wie etwa dem Klimawandel oder dem Brexit“ jedoch nicht ableiten. Im Gegenteil gelte es, dazu Stellung zu beziehen, um dem „Ignorieren von Wissenschaft durch Politik“ entgegenzuwirken – trotz der „Risiken für das akademische Wohlbefinden“. Angesichts der zunehmenden Bedeutung, die neue Medien und soziale Netzwerke als Informationsquellen insbesondere unter jungen Leuten haben, befürwortet Thomsen auch „Twitter und Co.“ als Medien erfolgreicher Wissenschaftskommunikation.
Der Soziologe Gil Eyal hält diesem optimistischen Resümee entgegen, dass angesichts der großen Krisen Anfang des 21. Jahrhunderts durch entfesselte Finanzwirtschaft, Klimawandel und COVID-19-Pandemie in den Industriegesellschaften verstärkt auch eine auftretende Skepsis gegenüber der Wissenschaft festzustellen sei, die teilweise auch offen umschlagen würde in eine wissenschaftsfeindliche und aufklärungsfeindliche Haltung.

## Einteilung der Wissenschaften

### Heutige Einteilung
Heute werden die Wissenschaften nach Arno Anzenbacher wie folgt eingeteilt:
```
                 ┌─────────────────────────────────────┐
       
Realwissenschaften
                      
Formalwissenschaften
:
                                               
Linguistik
, 
Logik
, 
Mathematik
 usw.
       ┌─────────┴────────────────────────────────────────────┐
     
Naturwissenschaften
:                       
Kulturwissenschaften
:
     
Astronomie
,
     
Chemie
                                          ┌────────┴────────┐
     
Physik
 usw.                     
Sozialwissenschaften
:          
Geisteswissenschaften
:
                                                                    
Geschichtswissenschaft
,
                                     
Politikwissenschaft
,           
Kunstgeschichte
,
                                     
Rechtswissenschaft
,            
Literaturwissenschaft

                                     
Soziologie
 usw.                
Musikwissenschaft
 usw.
                                     
Wirtschaftswissenschaften
:
                                   ┌───────────────────────┴───────────────────┐
                  
Betriebswirtschaftslehre
                     
Volkswirtschaftslehre

                          ┌────────┴────────┐                         ┌────────┴────────┐
                  
Allgemeine BWL
   
Betriebslehre
               
Mikroökonomie
  
Makroökonomie
```

### Einteilung nach Aristoteles
| \| \| \| \| \| \| \| \| \| \| \| \| \| \| \| \| \| \| \| \| \| \| \| \| \| \| \| \| \| \| \| \| \| Handwerk \| \| \| \| \| \| \| \| \| \| \| \| \| \| \| \| \| \| \| \| \| \| \| \| \| \| \| \| \| \| \| \| \| \| \| \| \| \| \| \| \| \| \| \| \| \| \| \| \| \| \| \| \| \| \| \| \| \| \| \| \| \| \| \| \| \| \| \| \| \| \| \| \| \| \| \| \| \| \| \| \| \| \| \| \| \| \| \| \| \| \| \| \| \| \| \| \| \| \| \| \| \| \| \| \| \| \| \| \| \| \| \| \| \| \| \| \| \| \| \| \| \| \| \| \| \| \| \| \| \| \| \| \| \| \| \| \| \| \| \| \| \| \| \| \| \| \| \| \| \| \| \| \| \| \| \| \| \| \| \| \| \| \| \| \| \| \| \| \| \| \| Medizin \| \| \| \| \| \| \| \| \| \| \| \| \| \| \| \| \| \| \| \| \| \| \| \| \| \| \| \| \| \| \| \| \| \| \| \| \| \| \| \| \| \| \| \| \| \| \| \| \| \| \| \| \| \| \| \| \| \| \| \| \| \| \| \| \| \| \| \| \| \| \| \| \| \| \| \| \| \| \| \| \| \| \| \| \| \| \| \| \| \| \| \| \| \| \| \| \| \| \| \| \| \| \| \| \| \| \| \| \| \| \| \| \| \| \| \| \| \| \| \| \| \| \| \| \| \| \| \| \| \| \| \| \| \| \| \| \| \| \| Ethik \| Ethik \| Ethik \| Ethik \| Ethik \| Ethik \| \| \| \| \| \| \| \| \| \| \| \| \| \| \| \| \| \| \| \| \| \| \| \| \| \| \| Dichtung \| Dichtung \| Dichtung \| Dichtung \| Dichtung \| Dichtung \| \| \| \| \| \| \| \| \| \| \| \| \| \| \| \| \| \| \| \| Ethik \| Ethik \| Ethik \| Ethik \| Ethik \| Ethik \| \| \| \| \| \| \| \| \| \| \| \| \| \| \| \| \| \| \| \| \| \| \| \| \| \| \| Dichtung \| Dichtung \| Dichtung \| Dichtung \| Dichtung \| Dichtung \| \| \| \| \| \| \| \| \| \| \| \| \| \| \| \| \| \| \| \| \| \| \| \| \| \| \| \| \| \| \| \| \| \| \| \| \| \| \| \| \| \| \| \| \| \| \| \| \| \| \| \| \| \| \| \| \| \| \| \| \| \| \| \| \| \| \| \| \| \| \| \| \| \| \| \| \| Rhetorik (auch unter poietische) \| Rhetorik (auch unter poietische) \| Rhetorik (auch unter poietische) \| Rhetorik (auch unter poietische) \| Rhetorik (auch unter poietische) \| Rhetorik (auch unter poietische) \| \| \| praktische \| praktische \| praktische \| praktische \| praktische \| praktische \| \| \| Wissenschaften \| Wissenschaften \| Wissenschaften \| Wissenschaften \| Wissenschaften \| Wissenschaften \| \| \| poietische (herstellende) \| poietische (herstellende) \| poietische (herstellende) \| poietische (herstellende) \| poietische (herstellende) \| poietische (herstellende) \| \| \| Rhetorik (auch unter praktische) \| Rhetorik (auch unter praktische) \| Rhetorik (auch unter praktische) \| Rhetorik (auch unter praktische) \| Rhetorik (auch unter praktische) \| Rhetorik (auch unter praktische) \| \| \| \| \| \| \| \| \| \| \| \| \| \| \| \| \| \| \| \| Rhetorik (auch unter poietische) \| Rhetorik (auch unter poietische) \| Rhetorik (auch unter poietische) \| Rhetorik (auch unter poietische) \| Rhetorik (auch unter poietische) \| Rhetorik (auch unter poietische) \| \| \| praktische \| praktische \| praktische \| praktische \| praktische \| praktische \| \| \| Wissenschaften \| Wissenschaften \| Wissenschaften \| Wissenschaften \| Wissenschaften \| Wissenschaften \| \| \| poietische (herstellende) \| poietische (herstellende) \| poietische (herstellende) \| poietische (herstellende) \| poietische (herstellende) \| poietische (herstellende) \| \| \| Rhetorik (auch unter praktische) \| Rhetorik (auch unter praktische) \| Rhetorik (auch unter praktische) \| Rhetorik (auch unter praktische) \| Rhetorik (auch unter praktische) \| Rhetorik (auch unter praktische) \| \| \| \| \| \| \| \| \| \| \| \| \| \| \| \| \| \| \| \| \| \| \| \| \| \| \| \| \| \| \| \| \| \| \| \| \| \| \| \| \| \| \| \| \| \| \| \| \| \| \| \| \| \| \| \| \| \| \| \| \| \| \| \| \| \| \| \| \| \| \| \| \| \| \| \| \| Politik \| Politik \| Politik \| Politik \| Politik \| Politik \| \| \| \| \| \| \| \| \| \| \| theoretische \| theoretische \| theoretische \| theoretische \| theoretische \| theoretische \| \| \| \| \| \| \| \| \| \| \| usw. \| usw. \| usw. \| usw. \| usw. \| usw. \| \| \| \| \| \| \| \| \| \| \| \| \| \| \| \| \| \| \| \| Politik \| Politik \| Politik \| Politik \| Politik \| Politik \| \| \| \| \| \| \| \| \| \| \| theoretische \| theoretische \| theoretische \| theoretische \| theoretische \| theoretische \| \| \| \| \| \| \| \| \| \| \| usw. \| usw. \| usw. \| usw. \| usw. \| usw. \| \| \| \| \| \| \| \| \| \| \| \| \| \| \| \| \| \| \| \| \| \| \| \| \| \| \| \| \| \| \| \| \| \| \| \| \| \| \| \| \| \| \| \| \| \| \| \| \| \| \| \| \| \| \| \| \| \| \| \| \| \| \| \| \| \| \| \| \| \| \| \| \| \| \| \| \| \| \| \| \| \| \| \| \| \| \| \| \| \| \| \| \| \| \| \| \| \| \| \| \| \| \| \| \| \| \| \| \| \| \| \| \| \| \| \| \| \| \| \| \| \| \| \| \| \| \| \| \| \| \| \| \| \| \| \| \| \| \| \| \| \| Erste Philosophie \| Erste Philosophie \| Erste Philosophie \| Erste Philosophie \| Erste Philosophie \| Erste Philosophie \| \| \| Mathematik \| Mathematik \| Mathematik \| Mathematik \| Mathematik \| Mathematik \| \| \| Naturforschung \| Naturforschung \| Naturforschung \| Naturforschung \| Naturforschung \| Naturforschung \| \| \| \| \| \| \| \| \| \| \| \| \| \| \| \| \| \| \| \| \| \| \| \| \| \| \| \| \| \| \| \| \| \| \| \| Erste Philosophie \| Erste Philosophie \| Erste Philosophie \| Erste Philosophie \| Erste Philosophie \| Erste Philosophie \| \| \| Mathematik \| Mathematik \| Mathematik \| Mathematik \| Mathematik \| Mathematik \| \| \| Naturforschung \| Naturforschung \| Naturforschung \| Naturforschung \| Naturforschung \| Naturforschung \| \| \| \| \| \| \| \| \| \| \| \| \| \| \| \| \| \| \| \| \| \| \| \| \| \| \| \| \| \| \| \| \| \| \| \| \| \| Theologie \| Theologie \| Theologie \| Theologie \| Theologie \| Theologie \| \| \| reine Arithmetik u. Geometrie \| reine Arithmetik u. Geometrie \| reine Arithmetik u. Geometrie \| reine Arithmetik u. Geometrie \| reine Arithmetik u. Geometrie \| reine Arithmetik u. Geometrie \| \| \| philosophische Grundlagen \| philosophische Grundlagen \| philosophische Grundlagen \| philosophische Grundlagen \| philosophische Grundlagen \| philosophische Grundlagen \| \| \| \| \| \| \| \| \| \| \| \| \| \| \| \| \| \| \| \| \| \| \| \| \| \| \| \| \| \| \| \| \| \| \| \| Theologie \| Theologie \| Theologie \| Theologie \| Theologie \| Theologie \| \| \| reine Arithmetik u. Geometrie \| reine Arithmetik u. Geometrie \| reine Arithmetik u. Geometrie \| reine Arithmetik u. Geometrie \| reine Arithmetik u. Geometrie \| reine Arithmetik u. Geometrie \| \| \| philosophische Grundlagen \| philosophische Grundlagen \| philosophische Grundlagen \| philosophische Grundlagen \| philosophische Grundlagen \| philosophische Grundlagen \| \| \| \| \| \| \| \| \| \| \| \| \| \| \| \| \| \| \| \| \| \| \| \| \| \| \| \| \| \| \| \| \| \| \| \| \| \| \| \| \| \| \| \| \| \| \| \| \| \| \| \| \| \| \| \| \| \| \| \| \| \| \| \| \| \| \| \| \| \| \| \| \| \| \| \| \| \| \| \| \| \| \| \| \| \| \| \| \| \| \| \| \| Ontologie \| Ontologie \| Ontologie \| Ontologie \| Ontologie \| Ontologie \| \| \| angewandte: Astronomie, Harmonielehre, usw. \| angewandte: Astronomie, Harmonielehre, usw. \| angewandte: Astronomie, Harmonielehre, usw. \| angewandte: Astronomie, Harmonielehre, usw. \| angewandte: Astronomie, Harmonielehre, usw. \| angewandte: Astronomie, Harmonielehre, usw. \| \| \| Kosmologie \| Kosmologie \| Kosmologie \| Kosmologie \| Kosmologie \| Kosmologie \| \| \| \| \| \| \| \| \| \| \| \| \| \| \| \| \| \| \| \| \| \| \| \| \| \| \| \| \| \| \| \| \| \| \| \| Ontologie \| Ontologie \| Ontologie \| Ontologie \| Ontologie \| Ontologie \| \| \| angewandte: Astronomie, Harmonielehre, usw. \| angewandte: Astronomie, Harmonielehre, usw. \| angewandte: Astronomie, Harmonielehre, usw. \| angewandte: Astronomie, Harmonielehre, usw. \| angewandte: Astronomie, Harmonielehre, usw. \| angewandte: Astronomie, Harmonielehre, usw. \| \| \| Kosmologie \| Kosmologie \| Kosmologie \| Kosmologie \| Kosmologie \| Kosmologie \| \| \| \| \| \| \| \| \| \| \| \| \| \| \| \| \| \| \| \| \| \| \| \| \| \| \| \| \| \| \| \| \| \| \| \| \| \| \| \| \| \| \| \| \| \| \| \| \| \| \| \| \| \| \| \| \| \| \| \| \| \| \| \| \| \| \| \| \| \| \| \| \| \| \| \| \| \| \| \| \| \| \| \| \| \| \| \| \| \| \| \| \| Denkprinzipien (Logik) \| Denkprinzipien (Logik) \| Denkprinzipien (Logik) \| Denkprinzipien (Logik) \| Denkprinzipien (Logik) \| Denkprinzipien (Logik) \| \| \| \| \| \| \| \| \| \| \| Meteorologie \| Meteorologie \| Meteorologie \| Meteorologie \| Meteorologie \| Meteorologie \| \| \| \| \| \| \| \| \| \| \| \| \| \| \| \| \| \| \| \| \| \| \| \| \| \| \| \| \| \| \| \| \| \| \| \| Denkprinzipien (Logik) \| Denkprinzipien (Logik) \| Denkprinzipien (Logik) \| Denkprinzipien (Logik) \| Denkprinzipien (Logik) \| Denkprinzipien (Logik) \| \| \| \| \| \| \| \| \| \| \| Meteorologie \| Meteorologie \| Meteorologie \| Meteorologie \| Meteorologie \| Meteorologie \| \| \| \| \| \| \| \| \| \| \| \| \| \| \| \| \| \| \| \| \| \| \| \| \| \| \| \| \| \| \| \| \| \| \| \| \| \| \| \| \| \| \| \| \| \| \| \| \| \| \| \| \| \| \| \| \| \| \| \| \| \| \| \| \| \| \| \| \| \| \| \| \| \| \| \| \| \| \| \| \| \| \| \| \| \| \| \| \| \| \| \| \| \| \| \| \| \| \| \| \| \| \| \| \| \| \| \| \| Psychologie \| \| \| \| \| \| \| \| \| \| \| \| \| \| \| \| \| \| \| \| \| \| \| \| \| \| \| \| \| \| \| \| \| \| \| \| \| \| \| \| \| \| \| \| \| \| \| \| \| \| \| \| \| \| \| \| \| \| \| \| \| \| \| \| \| \| \| \| \| \| \| \| \| \| \| \| \| \| \| \| \| \| \| \| \| \| \| \| \| \| \| \| \| \| \| \| \| \| \| \| \| \| \| \| \| \| \| \| \| \| \| \| \| \| \| \| \| \| \| \| \| \| \| \| \| \| \| \| \| \| \| \| \| \| \| \| \| \| \| \| \| \| \| \| \| \| \| \| \| \| \| \| \| \| \| \| \| \| \| \| \| \| \| \| \| \| \| \| \| \| \| klassifizierende: 1. Zoologie, 2. Botanik \| \| \| \| \| \| \| \| \| \| \| \| \| \| \| \| \| \| \| \| \| \| \| \| \| \| \| \| \| \| \| \| \| \| \| \| \| \| \| \| \| \| \| \| \| \| \| \| \| \| \| \| \| \| \| \| \| \| \| \| \| \| \| \| \| \| \| \| \| \| \| \| \| \| \| \| \| \| \| \| \| \| \| \| \| \| \| |                                  |                                  |                                  |                                  |                                  |  |  |                   |                   |                        |                        |                        |                        |                        |                        |                |                |                                             |                                             |                                             |                                             |                                             |                                             |                           |                           |                                           |                           |                           |                           |                           |                           |                                  |                                  |                                  |                                  |                                  |                                  |  |  |  |  |  |  |  |  |  |  |  |  |  |  |  |  |  |  |
| |                                  |                                  |                                  |                                  |                                  |  |  |                   |                   |                        |                        |                        |                        |                        |                        |                |                |                                             |                                             |                                             |                                             |                                             |                                             |                           |                           |                                           |                           |                           |                           |                           |                           | Handwerk                         |                                  |                                  |                                  |                                  |                                  |  |  |  |  |  |  |  |  |  |  |  |  |  |  |  |  |  |  |
| |                                  |                                  |                                  |                                  |                                  |  |  |                   |                   |                        |                        |                        |                        |                        |                        |                |                |                                             |                                             |                                             |                                             |                                             |                                             |                           |                           |                                           |                           |                           |                           |                           |                           |                                  |                                  |                                  |                                  |                                  |                                  |  |  |  |  |  |  |  |  |  |  |  |  |  |  |  |  |  |  |
| |                                  |                                  |                                  |                                  |                                  |  |  |                   |                   |                        |                        |                        |                        |                        |                        |                |                |                                             |                                             |                                             |                                             |                                             |                                             |                           |                           |                                           |                           |                           |                           |                           |                           |                                  |                                  |                                  |                                  |                                  |                                  |  |  |  |  |  |  |  |  |  |  |  |  |  |  |  |  |  |  |
| |                                  |                                  |                                  |                                  |                                  |  |  |                   |                   |                        |                        |                        |                        |                        |                        |                |                |                                             |                                             |                                             |                                             |                                             |                                             |                           |                           |                                           |                           |                           |                           |                           |                           | Medizin                          |                                  |                                  |                                  |                                  |                                  |  |  |  |  |  |  |  |  |  |  |  |  |  |  |  |  |  |  |
| |                                  |                                  |                                  |                                  |                                  |  |  |                   |                   |                        |                        |                        |                        |                        |                        |                |                |                                             |                                             |                                             |                                             |                                             |                                             |                           |                           |                                           |                           |                           |                           |                           |                           |                                  |                                  |                                  |                                  |                                  |                                  |  |  |  |  |  |  |  |  |  |  |  |  |  |  |  |  |  |  |
| |                                  |                                  |                                  |                                  |                                  |  |  |                   |                   |                        |                        |                        |                        |                        |                        |                |                |                                             |                                             |                                             |                                             |                                             |                                             |                           |                           |                                           |                           |                           |                           |                           |                           |                                  |                                  |                                  |                                  |                                  |                                  |  |  |  |  |  |  |  |  |  |  |  |  |  |  |  |  |  |  |
| Ethik | Ethik                            | Ethik                            | Ethik                            | Ethik                            | Ethik                            |  |  |                   |                   |                        |                        |                        |                        |                        |                        |                |                |                                             |                                             |                                             |                                             |                                             |                                             |                           |                           |                                           |                           |                           |                           |                           |                           | Dichtung                         | Dichtung                         | Dichtung                         | Dichtung                         | Dichtung                         | Dichtung                         |  |  |  |  |  |  |  |  |  |  |  |  |  |  |  |  |  |  |
| Ethik | Ethik                            | Ethik                            | Ethik                            | Ethik                            | Ethik                            |  |  |                   |                   |                        |                        |                        |                        |                        |                        |                |                |                                             |                                             |                                             |                                             |                                             |                                             |                           |                           |                                           |                           |                           |                           |                           |                           | Dichtung                         | Dichtung                         | Dichtung                         | Dichtung                         | Dichtung                         | Dichtung                         |  |  |  |  |  |  |  |  |  |  |  |  |  |  |  |  |  |  |
| |                                  |                                  |                                  |                                  |                                  |  |  |                   |                   |                        |                        |                        |                        |                        |                        |                |                |                                             |                                             |                                             |                                             |                                             |                                             |                           |                           |                                           |                           |                           |                           |                           |                           |                                  |                                  |                                  |                                  |                                  |                                  |  |  |  |  |  |  |  |  |  |  |  |  |  |  |  |  |  |  |
| Rhetorik (auch unter poietische) | Rhetorik (auch unter poietische) | Rhetorik (auch unter poietische) | Rhetorik (auch unter poietische) | Rhetorik (auch unter poietische) | Rhetorik (auch unter poietische) |  |  | praktische        | praktische        | praktische             | praktische             | praktische             | praktische             |                        |                        | Wissenschaften | Wissenschaften | Wissenschaften                              | Wissenschaften                              | Wissenschaften                              | Wissenschaften                              |                                             |                                             | poietische (herstellende) | poietische (herstellende) | poietische (herstellende)                 | poietische (herstellende) | poietische (herstellende) | poietische (herstellende) |                           |                           | Rhetorik (auch unter praktische) | Rhetorik (auch unter praktische) | Rhetorik (auch unter praktische) | Rhetorik (auch unter praktische) | Rhetorik (auch unter praktische) | Rhetorik (auch unter praktische) |  |  |  |  |  |  |  |  |  |  |  |  |  |  |  |  |  |  |
| Rhetorik (auch unter poietische) | Rhetorik (auch unter poietische) | Rhetorik (auch unter poietische) | Rhetorik (auch unter poietische) | Rhetorik (auch unter poietische) | Rhetorik (auch unter poietische) |  |  | praktische        | praktische        | praktische             | praktische             | praktische             | praktische             |                        |                        | Wissenschaften | Wissenschaften | Wissenschaften                              | Wissenschaften                              | Wissenschaften                              | Wissenschaften                              |                                             |                                             | poietische (herstellende) | poietische (herstellende) | poietische (herstellende)                 | poietische (herstellende) | poietische (herstellende) | poietische (herstellende) |                           |                           | Rhetorik (auch unter praktische) | Rhetorik (auch unter praktische) | Rhetorik (auch unter praktische) | Rhetorik (auch unter praktische) | Rhetorik (auch unter praktische) | Rhetorik (auch unter praktische) |  |  |  |  |  |  |  |  |  |  |  |  |  |  |  |  |  |  |
| |                                  |                                  |                                  |                                  |                                  |  |  |                   |                   |                        |                        |                        |                        |                        |                        |                |                |                                             |                                             |                                             |                                             |                                             |                                             |                           |                           |                                           |                           |                           |                           |                           |                           |                                  |                                  |                                  |                                  |                                  |                                  |  |  |  |  |  |  |  |  |  |  |  |  |  |  |  |  |  |  |
| Politik | Politik                          | Politik                          | Politik                          | Politik                          | Politik                          |  |  |                   |                   |                        |                        |                        |                        |                        |                        | theoretische   | theoretische   | theoretische                                | theoretische                                | theoretische                                | theoretische                                |                                             |                                             |                           |                           |                                           |                           |                           |                           |                           |                           | usw.                             | usw.                             | usw.                             | usw.                             | usw.                             | usw.                             |  |  |  |  |  |  |  |  |  |  |  |  |  |  |  |  |  |  |
| Politik | Politik                          | Politik                          | Politik                          | Politik                          | Politik                          |  |  |                   |                   |                        |                        |                        |                        |                        |                        | theoretische   | theoretische   | theoretische                                | theoretische                                | theoretische                                | theoretische                                |                                             |                                             |                           |                           |                                           |                           |                           |                           |                           |                           | usw.                             | usw.                             | usw.                             | usw.                             | usw.                             | usw.                             |  |  |  |  |  |  |  |  |  |  |  |  |  |  |  |  |  |  |
| |                                  |                                  |                                  |                                  |                                  |  |  |                   |                   |                        |                        |                        |                        |                        |                        |                |                |                                             |                                             |                                             |                                             |                                             |                                             |                           |                           |                                           |                           |                           |                           |                           |                           |                                  |                                  |                                  |                                  |                                  |                                  |  |  |  |  |  |  |  |  |  |  |  |  |  |  |  |  |  |  |
| |                                  |                                  |                                  |                                  |                                  |  |  |                   |                   |                        |                        |                        |                        |                        |                        |                |                |                                             |                                             |                                             |                                             |                                             |                                             |                           |                           |                                           |                           |                           |                           |                           |                           |                                  |                                  |                                  |                                  |                                  |                                  |  |  |  |  |  |  |  |  |  |  |  |  |  |  |  |  |  |  |
| |                                  |                                  |                                  |                                  |                                  |  |  | Erste Philosophie | Erste Philosophie | Erste Philosophie      | Erste Philosophie      | Erste Philosophie      | Erste Philosophie      |                        |                        | Mathematik     | Mathematik     | Mathematik                                  | Mathematik                                  | Mathematik                                  | Mathematik                                  |                                             |                                             | Naturforschung            | Naturforschung            | Naturforschung                            | Naturforschung            | Naturforschung            | Naturforschung            |                           |                           |                                  |                                  |                                  |                                  |                                  |                                  |  |  |  |  |  |  |  |  |  |  |  |  |  |  |  |  |  |  |
| |                                  |                                  |                                  |                                  |                                  |  |  | Erste Philosophie | Erste Philosophie | Erste Philosophie      | Erste Philosophie      | Erste Philosophie      | Erste Philosophie      |                        |                        | Mathematik     | Mathematik     | Mathematik                                  | Mathematik                                  | Mathematik                                  | Mathematik                                  |                                             |                                             | Naturforschung            | Naturforschung            | Naturforschung                            | Naturforschung            | Naturforschung            | Naturforschung            |                           |                           |                                  |                                  |                                  |                                  |                                  |                                  |  |  |  |  |  |  |  |  |  |  |  |  |  |  |  |  |  |  |
| |                                  |                                  |                                  |                                  |                                  |  |  |                   |                   | Theologie              | Theologie              | Theologie              | Theologie              | Theologie              | Theologie              |                |                | reine Arithmetik u. Geometrie               | reine Arithmetik u. Geometrie               | reine Arithmetik u. Geometrie               | reine Arithmetik u. Geometrie               | reine Arithmetik u. Geometrie               | reine Arithmetik u. Geometrie               |                           |                           | philosophische Grundlagen                 | philosophische Grundlagen | philosophische Grundlagen | philosophische Grundlagen | philosophische Grundlagen | philosophische Grundlagen |                                  |                                  |                                  |                                  |                                  |                                  |  |  |  |  |  |  |  |  |  |  |  |  |  |  |  |  |  |  |
| |                                  |                                  |                                  |                                  |                                  |  |  |                   |                   | Theologie              | Theologie              | Theologie              | Theologie              | Theologie              | Theologie              |                |                | reine Arithmetik u. Geometrie               | reine Arithmetik u. Geometrie               | reine Arithmetik u. Geometrie               | reine Arithmetik u. Geometrie               | reine Arithmetik u. Geometrie               | reine Arithmetik u. Geometrie               |                           |                           | philosophische Grundlagen                 | philosophische Grundlagen | philosophische Grundlagen | philosophische Grundlagen | philosophische Grundlagen | philosophische Grundlagen |                                  |                                  |                                  |                                  |                                  |                                  |  |  |  |  |  |  |  |  |  |  |  |  |  |  |  |  |  |  |
| |                                  |                                  |                                  |                                  |                                  |  |  |                   |                   |                        |                        |                        |                        |                        |                        |                |                |                                             |                                             |                                             |                                             |                                             |                                             |                           |                           |                                           |                           |                           |                           |                           |                           |                                  |                                  |                                  |                                  |                                  |                                  |  |  |  |  |  |  |  |  |  |  |  |  |  |  |  |  |  |  |
| |                                  |                                  |                                  |                                  |                                  |  |  |                   |                   | Ontologie              | Ontologie              | Ontologie              | Ontologie              | Ontologie              | Ontologie              |                |                | angewandte: Astronomie, Harmonielehre, usw. | angewandte: Astronomie, Harmonielehre, usw. | angewandte: Astronomie, Harmonielehre, usw. | angewandte: Astronomie, Harmonielehre, usw. | angewandte: Astronomie, Harmonielehre, usw. | angewandte: Astronomie, Harmonielehre, usw. |                           |                           | Kosmologie                                | Kosmologie                | Kosmologie                | Kosmologie                | Kosmologie                | Kosmologie                |                                  |                                  |                                  |                                  |                                  |                                  |  |  |  |  |  |  |  |  |  |  |  |  |  |  |  |  |  |  |
| |                                  |                                  |                                  |                                  |                                  |  |  |                   |                   | Ontologie              | Ontologie              | Ontologie              | Ontologie              | Ontologie              | Ontologie              |                |                | angewandte: Astronomie, Harmonielehre, usw. | angewandte: Astronomie, Harmonielehre, usw. | angewandte: Astronomie, Harmonielehre, usw. | angewandte: Astronomie, Harmonielehre, usw. | angewandte: Astronomie, Harmonielehre, usw. | angewandte: Astronomie, Harmonielehre, usw. |                           |                           | Kosmologie                                | Kosmologie                | Kosmologie                | Kosmologie                | Kosmologie                | Kosmologie                |                                  |                                  |                                  |                                  |                                  |                                  |  |  |  |  |  |  |  |  |  |  |  |  |  |  |  |  |  |  |
| |                                  |                                  |                                  |                                  |                                  |  |  |                   |                   |                        |                        |                        |                        |                        |                        |                |                |                                             |                                             |                                             |                                             |                                             |                                             |                           |                           |                                           |                           |                           |                           |                           |                           |                                  |                                  |                                  |                                  |                                  |                                  |  |  |  |  |  |  |  |  |  |  |  |  |  |  |  |  |  |  |
| |                                  |                                  |                                  |                                  |                                  |  |  |                   |                   | Denkprinzipien (Logik) | Denkprinzipien (Logik) | Denkprinzipien (Logik) | Denkprinzipien (Logik) | Denkprinzipien (Logik) | Denkprinzipien (Logik) |                |                |                                             |                                             |                                             |                                             |                                             |                                             |                           |                           | Meteorologie                              | Meteorologie              | Meteorologie              | Meteorologie              | Meteorologie              | Meteorologie              |                                  |                                  |                                  |                                  |                                  |                                  |  |  |  |  |  |  |  |  |  |  |  |  |  |  |  |  |  |  |
| |                                  |                                  |                                  |                                  |                                  |  |  |                   |                   | Denkprinzipien (Logik) | Denkprinzipien (Logik) | Denkprinzipien (Logik) | Denkprinzipien (Logik) | Denkprinzipien (Logik) | Denkprinzipien (Logik) |                |                |                                             |                                             |                                             |                                             |                                             |                                             |                           |                           | Meteorologie                              | Meteorologie              | Meteorologie              | Meteorologie              | Meteorologie              | Meteorologie              |                                  |                                  |                                  |                                  |                                  |                                  |  |  |  |  |  |  |  |  |  |  |  |  |  |  |  |  |  |  |
| |                                  |                                  |                                  |                                  |                                  |  |  |                   |                   |                        |                        |                        |                        |                        |                        |                |                |                                             |                                             |                                             |                                             |                                             |                                             |                           |                           |                                           |                           |                           |                           |                           |                           |                                  |                                  |                                  |                                  |                                  |                                  |  |  |  |  |  |  |  |  |  |  |  |  |  |  |  |  |  |  |
| |                                  |                                  |                                  |                                  |                                  |  |  |                   |                   |                        |                        |                        |                        |                        |                        |                |                |                                             |                                             |                                             |                                             |                                             |                                             |                           |                           | Psychologie                               |                           |                           |                           |                           |                           |                                  |                                  |                                  |                                  |                                  |                                  |  |  |  |  |  |  |  |  |  |  |  |  |  |  |  |  |  |  |
| |                                  |                                  |                                  |                                  |                                  |  |  |                   |                   |                        |                        |                        |                        |                        |                        |                |                |                                             |                                             |                                             |                                             |                                             |                                             |                           |                           |                                           |                           |                           |                           |                           |                           |                                  |                                  |                                  |                                  |                                  |                                  |  |  |  |  |  |  |  |  |  |  |  |  |  |  |  |  |  |  |
| |                                  |                                  |                                  |                                  |                                  |  |  |                   |                   |                        |                        |                        |                        |                        |                        |                |                |                                             |                                             |                                             |                                             |                                             |                                             |                           |                           |                                           |                           |                           |                           |                           |                           |                                  |                                  |                                  |                                  |                                  |                                  |  |  |  |  |  |  |  |  |  |  |  |  |  |  |  |  |  |  |
| |                                  |                                  |                                  |                                  |                                  |  |  |                   |                   |                        |                        |                        |                        |                        |                        |                |                |                                             |                                             |                                             |                                             |                                             |                                             |                           |                           | klassifizierende: 1. Zoologie, 2. Botanik |                           |                           |                           |                           |                           |                                  |                                  |                                  |                                  |                                  |                                  |  |  |  |  |  |  |  |  |  |  |  |  |  |  |  |  |  |  |
| |                                  |                                  |                                  |                                  |                                  |  |  |                   |                   |                        |                        |                        |                        |                        |                        |                |                |                                             |                                             |                                             |                                             |                                             |                                             |                           |                           |                                           |                           |                           |                           |                           |                           |                                  |                                  |                                  |                                  |                                  |                                  |  |  |  |  |  |  |  |  |  |  |  |  |  |  |  |  |  |  |

Bereits Aristoteles gliederte die Wissenschaft in Teilbereiche, so genannte Einzelwissenschaften. Dabei hielt er die Geometrie und Arithmetik für ungeeignet sich mit Lebewesen wissenschaftlich zu befassen. Die klassische neuzeitliche Aufteilung folgt unterschiedlichen Gesichtspunkten. Dem Ziel nach als rein theoretische (Methodenlehre, Grundlagenforschung) oder praktisch angewandte Wissenschaft oder der Erkenntnisgrundlage nach (empirischen) Erfahrungs- oder (rationale) Vernunftwissenschaften. Die Einteilung der Wissenschaft ist insbesondere für organisatorische Zwecke (Fakultäten, Fachbereiche) und für die systematische Ordnung von Veröffentlichungen von Bedeutung (z. B. Dewey Decimal Classification, Universelle Dezimalklassifikation).
Vermehrt gibt es die Bestrebung, disziplinübergreifende Bereiche zu etablieren und so Erkenntnisse einzelner Wissenschaften gewinnbringend zu verknüpfen.

### Differenzierung
Die Unterscheidung in Natur-, Geistes- und Sozialwissenschaften ist verbreitet. Die Natur- und Sozialwissenschaften werden oft als empirische Wissenschaften (englisch science) bezeichnet und den Geisteswissenschaften (englisch humanities) nach Gegenstand und Methode entgegengesetzt. Mit der zunehmenden Verwissenschaftlichung und Differenzierung kamen immer neuere Wissenschaftszweige hinzu, die eine Klassifizierung erschweren. Die verschiedenen zweckgebundenen Einteilungen sind nicht mehr einheitlich. Bei zunehmendem Trend zur weiteren Spezialisierung ist die gegenwärtige Situation sehr dynamisch und kaum überschaubar geworden. Historisch gesehen sind einzelne Bereiche aus der Philosophie entstanden. So waren insbesondere Naturphilosophie und Naturwissenschaft lange Zeit in der Naturkunde eng verbunden.

### Normierte Klassifikationen
Aus dem Bedürfnis heraus, Daten über Forschungseinrichtungen, Forschungsergebnisse statistisch zu erheben und international vergleichbar zu machen, gibt es Versuche, die verschiedenen Wissenschaften zu klassifizieren. Eine der für Statistiker verbindlichen Systematiken der Wissenschaftszweige ist die 2002 von der OECD festgesetzte Fields of Science and Technology (FOS).

## Machtaspekte

### Machtbalancen in Gesellschaft und Wissenschaft
Die Generierung, Kommunikation und Rezeption von Wissen ist sowohl gesellschaftlich als auch innerhalb der Wissenschaften ein bedeutender Machtfaktor. Im Ringen um Machtbalancen geht es für die einzelnen Wissenschaftsdisziplinen und ihre Vertreter um wissens- und wissenschaftsbezogene Geltungs- und Führungsansprüche in Gesellschaft und Wissenschaften.
Dabei sind Wissen und Nichtwissen nicht einfach Gegensätze, die einander ausschließen. Die Erzeugung von Wissen und Nichtwissen sind in vielschichtiger Weise eng und konstitutiv miteinander verflochten. Weil wissenschaftliche Beobachtung immer selektiv und an Perspektiven gebunden ist, werden dadurch „andere Möglichkeiten des Beobachtens (und damit des Wissensgewinns) de facto ausgeschlossen“.
Neben bewussten Machtstrategien gibt es auch psychische Barrieren gegen Erkenntnis, wie etwa unbewusste psychische Widerstände oder Verdrängung beispielsweise aufgrund von Ängsten, Traumata oder gesellschaftlichen Tabus.
Barrieren gegen wissenschaftliche Erkenntnis werden auch als erkenntnistheoretische Ignoranz, Rezeptionssperre, blinde Flecken oder Semmelweis-Reflex bzw. Effekt bezeichnet.

### Leitwissenschaft
Eine Leitwissenschaft ist eine Wissenschaft, „die sich selbst als solche versteht und von führenden Kreisen der Politik, der Wirtschaft und der Kultur als solche wahrgenommen und akzeptiert wird“. Mit dem Anspruch sind „immer Forderungen verbunden, Positionen, Relationen und Gewichtungen im Kosmos der Wissenschaften zu verändern“.
In Mittelalter und früher Neuzeit galt die Theologie als unbestrittene Leitwissenschaft. Im 18. Jahrhundert wurde sie von der Philosophie abgelöst, die in dieser Zeit auch die Natur- und Geisteswissenschaften umfasste. Im 20./21. Jahrhundert erheben viele verschiedene Wissenschaften den Anspruch, eine Leitwissenschaft zu sein – dazu zählen Soziologie, Physik, Biologie, Ökonomie oder Neurowissenschaften.

### Lobbyismus
Die Journalisten Markus Balser und Uwe Ritzer kritisieren die wachsende Beeinflussung von Wissenschaft durch privater Gelder. Und das in einer Zeit, in der wissenschaftliche Studien für beinahe jede Entscheidung von Rang herangezogen werden. So können sich Unternehmen bei Universitäten Studien quasi gegen Geld bestellen. Da sich die öffentliche Hand immer weiter aus der Finanzierung der Hochschulen zurückzieht wächst der Druck, Drittmittel einzuwerben. 2016 gab es etwa 1.000 Lehrstühle, die von privaten Geldgebern auf Zeit finanziert werden, viele davon mit geheimen Verträgen. 2011 brachte ein empörter Professor einen geheimen Vertrag zwischen der Deutschen Bank und der Humboldt-Universität sowie der TU Berlin ans Licht der Öffentlichkeit, der der Bank weitreichende Mitspracherechte, z. B. bei der Besetzung der Professuren einräumte. Der Geschäftsführer des Deutschen Hochschulverbandes Michael Hartmer konnte sich des Eindrucks nicht erwehren, dass hier Wissenschaft eingekauft werden sollte. Auch die Werbung an Hochschulen, so sitzen etwa die Studenten in einem EasyCredit-Hörsaal oder Aldi-Süd-Hörsaal, erhöht nicht die Sensibilität für die Einflussnahme der Wirtschaft auf die Forschung. Welche Dimension Lobbyschlachten annehmen können die über die Wissenschaft ausgetragen werden, hat u. a. Naomi Oreskes bei der Klimawandelleugnung durch die amerikanische Ölindustrie aufgedeckt.

## Dokumentationen
- Scobel – Wieviel Macht der Wissenschaft? TV-Sendung, Diskussion mit Wissenschaftlern: Gert Scobel mit der Medienwissenschaftlerin Hannah Schmid-Petri, dem Kommunikationswissenschaftler Sven Engesser sowie dem Philosophen Julian Nida-Rümelin. Deutschland 2023 auf 3sat.